# 린지 마셜
린지 마셜(Lyndsey Marshal, 1978년 6월 16일 ~ )은 잉글랜드의 배우이다.

## 출연 작품
- 우리를 침범하는 것들